# Maggie O’Farrell

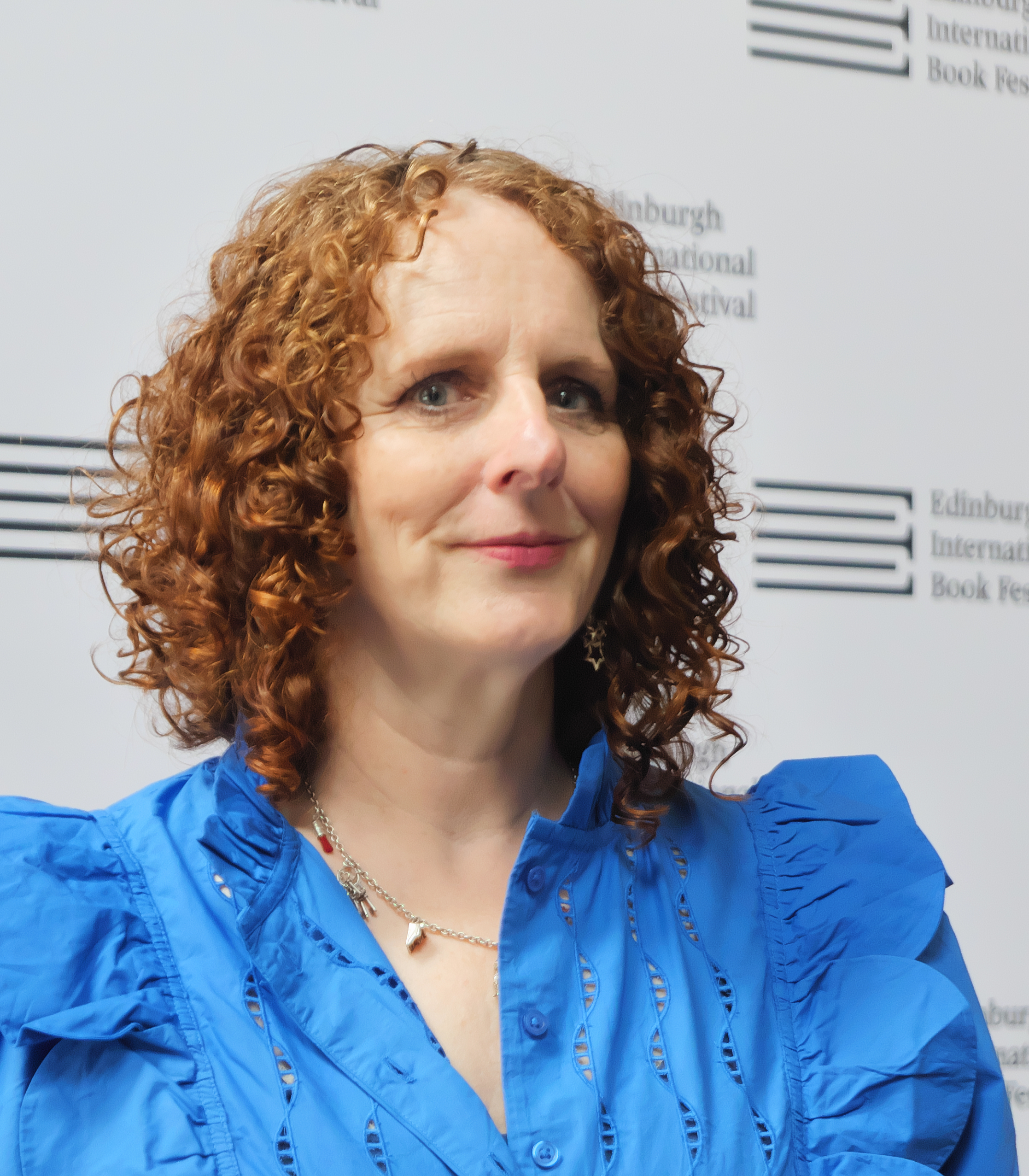
Maggie O’Farrell (2025)

Maggie O’Farrell (geboren 27. Mai 1972 in Coleraine, Nordirland) ist eine irisch-britische Schriftstellerin.

## Leben
Maggie O’Farrells Eltern waren Anfang der 1970er Jahre aus Irland in das Vereinigte Königreich gezogen. Sie wuchs in Wales und Schottland auf und wurde in der Comprehensive School wegen ihrer irischen Herkunft gemobbt. Sie studierte Anglistik am New Hall College der Universität Cambridge. O’Farrell arbeitete in Hongkong als Journalistin und in London als Assistentin in der Literaturredaktion der Sonntagsausgabe des Independent. Sie nahm neben ihrer Schriftstellerei Lehraufträge in creative writing an der University of Warwick und am Goldsmiths College wahr.
Ihr erster Roman After You’d Gone erhielt 2001 einen Betty Trask Award. Auch O’Farrells weitere Romane wurden mehrfach für Literaturpreise nominiert und auch ausgezeichnet. 2020 erhielt ihr Roman über William Shakespeares Sohn Hamnet den britischen Women’s Prize for Fiction sowie den amerikanischen National Book Critics Circle Award.
O’Farrell ist mit dem Schriftsteller William Sutcliffe verheiratet; sie haben drei Kinder.

## Werke
- After You'd Gone (2000)
  - Seit du fort bist. Übersetzung Claus Varrelmann. Hamburg : Hoffmann und Campe, 2000
- My Lover's Lover (2002)
  - Die Freundin meines Freundes : Roman. Übersetzung Claus Varrelmann. Hamburg : Hoffmann und Campe, 2003
- The Distance Between Us (2004)
  - Bevor wir uns trafen : Roman. Übersetzung Claus Varrelmann. München : Goldmann, 2005
- The Vanishing Act of Esme Lennox (2007)
- The Hand That First Held Mine (2010)
  - Die Hand, die damals meine hielt : Roman. Übersetzung Regina Rawlinson. München : Goldmann, 2010
- Instructions for a Heatwave (2013)
  - Der Sommer, als der Regen ausblieb : Roman. Übersetzung Marcus Ingendaay. München : Manhattan, 2013
- This Must Be the Place (2016)
  - Hier muss es sein : Roman. Übersetzung Kathrin Razum. München : Piper, 2024
- I Am, I Am, I Am (2017)
  - Ich bin, ich bin, ich bin : siebzehn Berührungen mit dem Tod. Übersetzung Sabine Roth. München : Piper, 2018
- Hamnet (2020)
  - Judith und Hamnet : Roman. Übersetzung Anne-Kristin Mittag. München : Piper, 2020
- The Marriage Portrait (2022)
  - Porträt einer Ehe. Roman. Übersetzung Thomas Bodmer. München: Piper 2022